# Trk受体
Trk受体（英語：Trk receptors）是一个可调节哺乳动物神经系统突触的强度与可塑性的受体酪氨酸激酶家族。Trk受体的激活通过多种信号通路影响神经元的存活和分化，同时也显著影响神经元的功能。缩写 Trk 或 trk，是 tropomyosin receptor kinase 或 tyrosine receptor kinase 的意思。
Trk受体的共同配体是神经营养因子，一个在神经系统中其关键作用的生长因子家族。它们互相之间的结合是高度特异性的。每种神经营养因子都有对应的不同的亲和力的Trk受体。神经营养因子的结合造成的Trk受体的激活引起的信号通路 最终可导致细胞存活以及其它功能调控。